# Epicypta flavomarginata
Epicypta flavomarginata är en tvåvingeart som beskrevs av Loïc Matile 1979. Epicypta flavomarginata ingår i släktet Epicypta och familjen svampmyggor. Inga underarter finns listade i Catalogue of Life.